# Vacinas em desenvolvimento para SARS-CoV-2

## CORONAVÍRUS E A COVID 19
O  coronavírus faz parte de uma grande família de vírus presente em alguns animais, desta forma a doença desenvolvida por esses vírus são chamadas de zoonoses, em 2002 o SARS CoV foi reconhecido por causar um surto epidêmico de SARS (síndrome respiratória aguda grave) em Guangdong. Em dezembro de 2019 foram relatados casos de pneumonia com etiologia desconhecida em Wuhan, província de Hubei, China. Em janeiro de 2020 ocorreu a identificação e compartilhamento da sequência genômica de um novo coronavírus, o SARS-CoV-2. Este é o sétimo coronavírus conhecido por infectar humanos. Foi denominada Covid 19 a doença causada pelo agente infeccioso SARS-CoV-2 que se espalhou pelo mundo inteiro no qual o quadro clínico varia entre casos assintomáticos a infecções graves.

## SARS-CoV-2 ESTRUTURA E MECANISMO DE INFECÇÃO
Estes vírus apresentam um nucleocapsídeo contendo como material genético um RNA de fita simples sentido positivo e contém proteína de nucleocapsídeo fosforilado. São envolvidos por um capsídeo helicoidal, glicoproteínas S (Spike), que por apresentar um formato semelhante a uma coroa conferiu o nome coronavírus, proteínas transmembranares e do envelope, e a proteína hemaglutinina-esterase.

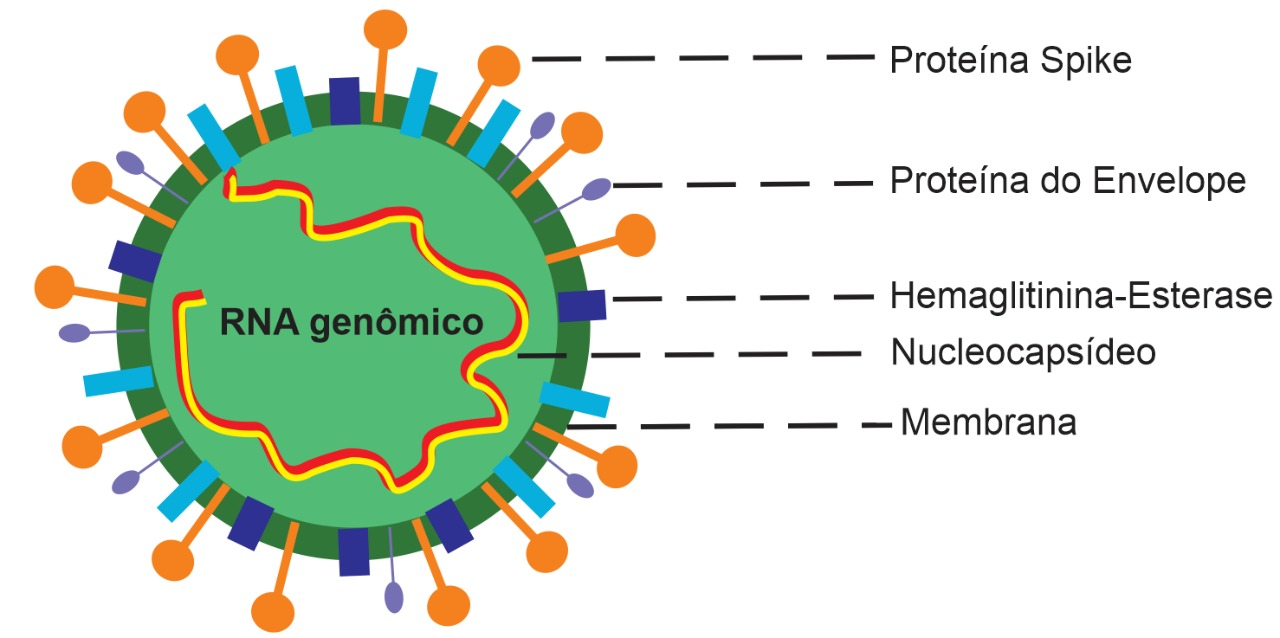
Ilustração do vírus SARS-CoV-2 e suas principais estruturas.

O SARS-CoV-2 diferencia-se por uma otimização do seu domínio de ligação ao receptor humano ACE2 (enzima conversora de angiotensina 2), este receptor está presente na maioria dos tecidos, mas tem uma expressão mais alta nos rins, pulmão e coração. Outra característica notável é que a proteína S apresenta um local de clivagem polibásica na junção de suas subunidades S1 e S2, importantes para a ligação ao receptor e fusão entre membranas, promovendo um papel determinante na infecção do hospedeiro.
Desta forma podemos correlacionar o maior risco de pessoas com problemas respiratórios ou algum tipo de inflamação pulmonar, doenças cardíacas e renais, à desenvolverem quadros mais severos por infecção pelo coronavírus.
Uma vez adentrando a célula através da ligação da proteína Spike com o receptor ACE2 do hospedeiro, que é fagocitada, o vírus apresenta simultaneamente a transcrição de RNA fita positiva que funciona como um mRNA (RNA mensageiro) a partir do qual a maquinaria viral vai traduzir as proteínas virais e sofre um processo de replicação em que é produzida a fita negativa e em seguida outra replicação que forma a fita positiva que é idêntica a que foi introduzida no vírus.

## RESPOSTA IMUNE AO SARS-CoV-2
Para iniciar a resposta imune antiviral, o sistema imunológico inato realiza o reconhecimento do patógeno através de receptores de reconhecimento de padrão (PRRs) que se relacionam aos padrões moleculares associados a patógenos (PAMPs). Geralmente para vírus que tem como material genético RNA, utiliza como receptor o TRL3 e TRL 7 e o RIG-I. A ligação do COVID-19 ao receptor (TLR) causa a liberação de uma Interleucina pró inflamatória, a pro-IL-1β, que é clivada pela caspase-1. Esta é considerada a proteína efetora para a ativação de inflamassomo. A IL-1β é um mediador da inflamação pulmonar, febre e fibrose.
Sabe-se que os anticorpos direcionados à proteína spike, tanto aqueles que visam o domínio de ligação ao receptor (RBD) quanto aqueles que visam outras regiões da proteína, parecem neutralizar o vírus. De forma geral a resposta imune natural ao novo coronavírus para seguir o mesmo caminho quanto a resposta normal a vírus respiratórios, no qual existe um aumento inicial seguido de declínio e posterior estabilização de anticorpo. A soroconversão de IgG ocorre na resposta imune adaptativa, neste momento de diminuição da carga viral (que ocorre entre o 10º e 15º dia nos casos de contaminação por SARS-CoV-2), foi relatado em alguns casos o agravamento do quadro clínico.
Os vírus apresentam uma grande capacidade de replicação, logo ativam rapidamente as células TCD4+, permitindo que elas se multipliquem, e diferenciem em células Th1 e secretam mais citocinas pró-inflamatórias como IL-6, interferon gama e fator estimulador de colônias de granulócitos e macrófagos (GM-CSF). O GM-CSF pode ativar os monócitos para liberar ainda mais interleucinas do tipo IL-6 e outras substâncias inflamatórias, levando à formação de uma grande concentração de citocinas, também chamada de tempestade de citocinas que faz com que os pacientes desenvolvam a síndrome do desconforto respiratório agudo (SDRA) bastante desenvolvida pela covid 19.

## TIPOS DE VACINA
O desenvolvimento de vacinas pode levar muitos anos, passando por três fases, inicialmente a pesquisa que visa descobrir e escolher a composição da vacina. Após, ocorre um estudo com experimentos pré-clínicos realizados in vitro. Por fim, os testes passam a ser realizados em voluntários. Ao fim da fase III,é solicitado o licenciamento da vacina para produção em larga escala.
Com a existência de estudos já em desenvolvimento e inclusive vacinas para SARS-CoV e MERS-CoV em fases de estudo pré-clínico foi possível realizar um adiantamento para o desenvolvimento de uma vacina para SARS-CoV-2. 
Segundo a OMS (Organização Mundial da Saúde) existem até o momento aproximadamente 250 vacinas em andamento contra o SARS-CoV-2, divididas em desenvolvimento pré-clínico (182) e em fase de desenvolvimento clínico (76) até o momento da elaboração deste trabalho.
Alguns mecanismos de ação das vacinas que vêm sendo produzidas:
VACINAS INATIVADAS - São produzidas através do crescimento do vírus em culturas e posterior inativação do vírus.
VACINAS ATENUADAS - Produzidas por uma versão enfraquecida do vírus que causa uma resposta imune.
VACINAS DE PROTEÍNA RECOMBINANTE - Relacionadas principalmente às proteínas spike recombinante, RBD recombinante e partículas semelhantes ao vírus. Essas proteínas recombinantes podem ter sua expressão em células de diversos organismos.
VETORES INCOMPETENTES PARA REPLICAÇÃO - Utiliza outro vírus que foi projetado para expressar a proteína spike e foi desativado para replicação in vivo pela deleção de partes de seu genoma, maioria dessas abordagens é baseada em vetores de adenovírus (AdV).
VETORES COMPETENTES PARA REPLICAÇÃO - Geralmente derivados de cepas atenuadas e vacinas de vírus que foram projetados para expressar um transgene, a proteína spike. Em alguns casos, também são usados vírus que não se replicam com eficiência e não causam doenças em humanos.
VETORES DE VÍRUS INATIVADOS - Utiliza-se vetores virais que apresentam a proteína spike em sua superfície, mas são inativados antes do uso.
VACINAS DE DNA - Apresenta como base geralmente DNA de plasmídeo, estes, normalmente contêm promotores de expressão de mamífero e o gene que codifica a proteína spike, que é expressa no indivíduo vacinado.
VACINAS DE RNA - Utiliza mRNA ou RNA auto replicante, entrega a informação genética para o antígeno ao invés do próprio antígeno, e ele será expresso nas células do indivíduo vacinado.
| Tipos de vacinas                      | Vantagens                                                                                          | Desvantagens |
| ------------------------------------- | -------------------------------------------------------------------------------------------------- | --- |
| Vacinas inativadas                    | Produzidas com relativa facilidade.                                                                | Rendimento limitado pela produtividade do vírus na cultura.                                                                             |
| Vacinas atenuadas                     | Possibilidade de administração por via intranasal.                                                 | Questões de segurança; A necessidade de modificação do vírus.                                                                           |
| Vacinas de proteína recombinante      | Podem ser produzidas sem manipulação do vírus vivo.                                                | Proteína spike difícil de expressar; Proteína RBD relativamente pequena.                                                                |
| Vetores incompetentes para replicação | Não é necessário manusear o vírus vivo; Os vetores apresentam bastante resposta das células B e T; | Vetores são parcialmente neutralizados pela imunidade do vetor preexistente.                                                            |
| Vetores competentes para replicação   | Pode desencadear uma resposta imune mais forte; Pode garantir imunidade na mucosa.                 | - |
| Vetores de vírus inativados           | Maior segurança devido a incapacidade de se replicar, mesmo em um hospedeiro imunocomprometido.    | - |
| Vacinas de DNA                        | Possibilidade de produção em larga escala em E. coli; Alta estabilidade do DNA plasmídico.         | Geralmente apresentam baixa imunogenicidade.                                                                                            |
| Vacinas de RNA                        | Pode ser produzida totalmente in vitro.                                                            | Nova tecnologia, não está claro quais problemas serão encontrados em termos de produção em grande escala e armazenamento a longo prazo. |

## VACINAS CANDIDATAS
Segundo Krammer   algumas vacinas estavam sendo testadas em primatas não humanos (NHP - sigla em inglês), e demonstraram resultados como a vacina de Oxford em conjunto com Astrazeneca que utiliza um adenovírus de chimpanzé incompetente para replicação que expressa um tipo selvagem da proteína spike. Outra vacina que utiliza um adenovírus incompetente que está nessa fase é a Ad26COVS1 em desenvolvimento por Janssen. Utilizando mRNA tem a vacina produzida Moderna que também estava nessa fase até o momento do artigo, e a da Novavax que é a base de proteína spike.
Com resultados para as fases I e II destaca-se a CoronaVac da Sinovac, é uma vacina inativada que demonstrou bons resultados em estudo controlado por placebo. Outra vacina de vírus inativado que apresenta resultados nessas fases é a da Sinopharm, é inativada por betapropiolactona. A vacina da Cansino é à base de Adv5 com replicação incompetente, apesar de não apresentar resultados NHP, estava licenciada para uso nas forças armadas chinesas. A Pfizer, em colaboração com a empresa alemã BioNTech divulgaram resultados das vacinas BNT162b1 e BNT162b2, a primeira apresentando resultados de um estudo controlado por placebo e a segunda é uma vacina baseada em mRNA, já foram testadas em três doses.

## CONCLUSÃO
Todas as vacinas candidatas até o momento são administradas por via intramuscular, esta por sua vez induz principalmente respostas de anticorpos IgG que estão fortemente relacionados à proteção das vias respiratórias inferiores. Acredita-se que IgA esteja relacionado à proteção das vias respiratórias superiores. Desta forma podemos inferir com base nos resultados dos experimentos que a maioria das vacinas tende a proteger contra infecções das vias inferiores, protegendo contra os sintomas das doenças, mas não impedindo sua transmissão.
Até o momento não se sabe se a imunidade pela vacina dura mais ou menos que a imunidade garantida de forma natural, no entanto sabe-se que podem ser administradas doses de reforço em muitas dessas vacinas.